# Scotura
Scotura är ett släkte av fjärilar. Scotura ingår i familjen tandspinnare.

## Dottertaxa tillScotura, i alfabetisk ordning[1]
- Scotura abstracta
- Scotura atelozona
- Scotura auriceps
- Scotura caresa
- Scotura contracta
- Scotura delineata
- Scotura discolor
- Scotura distincta
- Scotura distinguenda
- Scotura flavicapilla
- Scotura fulviceps
- Scotura fusciceps
- Scotura intermedia
- Scotura leucophleps
- Scotura longigutta
- Scotura longipalpata
- Scotura nervosa
- Scotura nigrata
- Scotura nigricaput
- Scotura obstructa
- Scotura ovisigna
- Scotura peruviana
- Scotura pyraloides
- Scotura quadripuncta
- Scotura retracta
- Scotura signata
- Scotura soror
- Scotura transversa
- Scotura uniformis
- Scotura venata
- Scotura vestigiata